# Luisa Toskánská
Luisa Toskánská, plným jménem s tituly německy Luise Antoinette Maria Theresia Josepha Johanna Leopoldine Caroline Ferdinande Alice Ernestine, Kaiserliche Prinzessin und Erzherzogin von Österreich, Königliche Prinzessin von Ungarn und Böhmen, Prinzessin von Toskana (2. září 1870, Salcburk – 23. března 1947, Brusel) byla rodem toskánská princezna a sňatkem saská korunní princezna.

## Biografie

### Původ, mládí
Princezna Luisa se narodila 2. září roku 1870 jako druhé dítě (první dcera) posledního toskánského velkovévody Ferdinanda IV. (1835–1908) a jeho druhé manželky Alice Bourbonsko-Parmské (1849–1935); její otec již jednu dceru měl z prvního manželství, z druhého pak vedle Luisy další čtyři dcery a pět synů.

### Manželství, potomci
Již v 17 letech měla Luisa řadu nabídek k sňatku, ale ani princ Petr Sasko-Kobursko Gothajský (strýc brazilského císaře Petra I.), ani kníže Ferdinand I. Bulharský nenalezli milost v očích zhýčkané princezny. V létě roku 1887 se na zámku v Pillnitz poznala se saským princem Fridrichem Augustem, nejstarším synem tehdy korunního prince Jiřího Saského, který se později, v roce 1902, stal saským králem. 21. listopadu roku 1891 se za Fridricha Augusta ve Vídni provdala.
Z manželství se v rychlém sledu narodilo sedm dětí:
- Fridrich August (15. ledna 1893 – 14. května 1943), saský korunní, princ, jezuita, zavražděn[zdroj?] SS;
- Fridrich Kristián (31. prosince 1893 – 9. ledna 1968), míšeňský markrabě, saský vévoda, hlava rodu Wettinů, ⚭ 1923 Alžběta Helena Thurn-Taxis (15. prosince 1903 – 22. října 1976)
- Arnošt Jindřich (9. prosince 1896 – 14. června 1971), saský vévoda,
⚭ 1921 Žofie Lucemburská (14. února 1902 – 24. května 1941)
⚭ 1947 Virginia Dulon (17. prosince 1910 – 26. ledna 2002), morganatické manželství

- Marie Karola (*/† 22. srpna 1898)

- Markéta Karola (24. ledna 1900 – 16. října 1962), ⚭ 1920 Fridrich Hohenzollernský (30. srpna 1891 – 6. února 1965), kníže hohenzollernský
- Marie Alix (27. září 1901 – 11. prosince 1990), ⚭ 1921 František Josef Hohenzollernsko-Emdenský (30. srpna 1891 – 3. dubna 1964)
- Anna Pia (4. května 1903 – 8. února 1976),
⚭ 1926 Josef František Habsbursko-Lotrinský (28. března 1893 – 25. září 1957)
⚭ 1971 Reginald Kazanjian (1905–1990)

S druhým manželem měla jednoho syna:
- Carlo Emmanuele Filiberto Toselli (7. května 1908 – 24. července 1969)

### Korunní princezna
Luisa následovala svého manžela do jeho rodných Drážďan. Se saským královským dvorem s jeho přísnou dvorskou etiketou, i s rodinou svého muže (především s jeho neprovdanou starší sestrou Matyldou) se však sžívala jen těžko.
Zato byla velmi populární mezi lidem. To bylo trnem v očích jejího tchána Jiřího Saského a ministra vnitřních věcí von Metzsch-Reichenbacha; její život stále ztrpčovaly menší i větší intriky. Do oběhu se dostaly pověsti o tom, že má románek se zubním lékařem jménem O'Brian a učitelem jazyků jejích dětí André Gironem. Když Gironovi ve svém zoufalství poslala telegram, byl zachycen tajnou policií a zveřejněn; Luisa si románek s Gironem posléze skutečně začala.

### Manželský skandál
Když byla Luisa těhotná se svým sedmým dítětem (dcera Anna Monika Pia), jehož otcem údajně měl být Giron, opustila s pomocí dvou svých komorných, Sidonie a Marie Beegerových (sester dvorního stavitele Eduarda Beegera) 9. prosince roku 1902 Drážďany a odjela k Ženevskému jezeru. Na saském dvoře panovalo domnění, že je to cesta na zotavenou, Luisa se zde však setkala se svým bratrem Leopoldem Salvátorem; ten se v té době hotovil ke svému odchodu z rakouského císařského domu, neboť se zamiloval do profesorské dcerky Vilemíny Adamovicové. (Přijal poté jméno Leopold Wölfling.) Tři dny po setkání odcestovali oba sourozenci do Ženevy. Mezitím Luisin milenec, který byl v kontaktu s Leopoldem Salvátorem, přes svého notáře v Bruselu zanechal stopy v belgickém hlavním městě, ovšem již několik dní nato byl sourozenecký pár v Ženevě vypátrán.
Manželské drama na saském panovnickém dvoře náleží k nejznámějším skandálům německé vysoké šlechty na počátku 20. století. Jeho dopad v tehdy stále ještě společenskými konvencemi silně spoutané společnosti byl o to větší, že saský panovnický dům byl přísně katolický a konzervativní. Baronka von Spitzenberg si ve svém deníku poznamenala:
| „ | ...Všichni jsme to považovali za hrozný a odpudivý skandál na saském dvoře! Pět dětí, muže, trůn opustit a ve 32 letech se přimknout k učiteli těchto dětí - to je přímo strašlivé! Jestli knížecí paní takto zapomenou, co je hodno veškerého posměchu, co slušní, vznešení, křesťanští považují za neštěstí, pak si samy berou právo bytí. | “ |

Král Jiří I. nechal – aniž by vyslechl názor svého syna, korunního prince Fridricha Augusta – manželství 11. února roku 1903 zvláštním soudem (jenž byl zřízen 31. prosince 1902) rozvést. Rakouský císař František Josef I., hlava habsburského panovnického domu, jehož příslušnicí Luisa byla, však rozvod odmítl uznat. Luisa vedla až do rozvodu bezstarostný život v Ženevě a riskovala dokonce i to, že se ukazovala se svým milencem na veřejnosti, několik dní před rozvodem se však s Gironem z neznámých důvodů rozešla. Fridrich August musel svému otci (zemřel dva roky po vypuknutí skandálu 15. října roku 1904) slíbit, že Luisu nikdy nenechá vrátit se na drážďanský dvůr.
Není ostatně jisté, kdo byl otcem očekávaného dítěte. Jakmile se dcera Anna Monika Pia 4. května 1903 narodila, vyslal k ní saský dvůr ředitele drážďanské porodnické kliniky, dr. Leopolda. Ten na základě ohledání novorozené princezny vynesl závěr, že podle světlé barvy očí a vlasů její celkový vzhled odpovídá otcovství Fridricha Augusta, svou expertízu však odmítl stvrdit přísahou. Dítě nicméně bylo uznáno jako dcera saského korunního prince. Král Jiří přiznal Luise apanáž a propůjčil jí 13. července 1903 titul hraběnky von Montignoso, žádaje ovšem přitom, aby byla dcera vychovávána na saském dvoře s ostatními Luisinými dětmi; tento požadavek však Luisa nikdy nehodlala splnit.

### Pozdější život
Luisa žila nejprve na zámku Ramo u Lyonu, od roku 1903 na zámku Ventnor na ostrově Wight. Roku 1904 přesídlila na zámek Wartegg na Bodamském jezeře, který patřil její rodině, a později do Florencie. Pokoušela se 21. prosince roku 1904 v Drážďanech opět vidět své děti, avšak marně, tajná policie to znemožnila. Návštěvu uskutečnila v doprovodu svého nového milence, hraběte Carla Giucardiho; ten sice byl odloučen od své ženy, ale stále ještě ženat. V důsledku toho byly vyvíjeny snahy odebrat Luise v té době již dvouletou dceru Annu Piu. Po příslibu zvýšení apanáže z 30 000 na 40 000 marek Luisa konečně souhlasila, ovšem předání malé princezny stále odkládala.
Roku 1907 se provdala za o dvanáct let mladšího hudebního skladatele Enrica Toselliho. Teprve nyní František Josef I. uznal její rozvod, vyloučil ji z habsburského domu a zapověděl používat jeho jméno Habsburk. Její první manžel si vzal k sobě (26. října 1907) dcerku Annu Piu. V roce 1908 Toselliho rovněž opustila a v roce 1912 s ním byla rozvedena; jejich společný syn zůstal u otce.
Luisa nyní nosila jméno Antoinette Maria hraběnka d´Ysette, titul, jenž jí udělil její otec. Přesídlila nejprve ke svému strýci Ludvíku Salvátorovi na Mallorku, potom do Bruselu, kde žila nejprve na předměstí Ixelles. Poté, co po vpádu Němců v za druhé světové války zdroje jejích příjmů vyschly, zůstala náhle bez prostředků. Zemřela v Bruselu v chudobě jako květinářka 23. března roku 1947. Urna s jejím popelem je uložena v klášteře Hedingen u Sigmaringen, v místě posledního odpočinku knížat Hohenzollernů.
Luisina pozůstalost se nachází ve Státním archivu v Drážďanech.
Její první manžel Fridrich August I. se již nikdy neoženil, neboť katolická církev neuznává rozvody a on tak byl podle církevního práva stále ženat.

## Vývod z předků
|                 |                                              |  |                |                                       |  |  |  |  |  |  |  | Leopold II. |
|                 |                                              |  |                |                                       |  |  |  |  |  |  |  |             |
|                 | Ferdinand III. Toskánský                     |  |                |                                       |  |  |  |  |  |  |  |             |
|                 |                                              |  |                |                                       |  |  |  |  |  |  |  |             |
|                 |                                              |  |                | Marie Ludovika Španělská              |  |  |  |  |  |  |  |             |
|                 |                                              |  |                |                                       |  |  |  |  |  |  |  |             |
|                 | Leopold II. Toskánský                        |  |                |                                       |  |  |  |  |  |  |  |             |
|                 |                                              |  |                |                                       |  |  |  |  |  |  |  |             |
|                 |                                              |  |                | Ferdinand I. Neapolsko-Sicilský       |  |  |  |  |  |  |  |             |
|                 |                                              |  |                |                                       |  |  |  |  |  |  |  |             |
|                 | Luisa Marie Amélie Tereza Neapolsko-Sicilská |  |                |                                       |  |  |  |  |  |  |  |             |
|                 |                                              |  |                |                                       |  |  |  |  |  |  |  |             |
|                 |                                              |  |                | Marie Karolína Habsbursko-Lotrinská   |  |  |  |  |  |  |  |             |
|                 |                                              |  |                |                                       |  |  |  |  |  |  |  |             |
|                 | Ferdinand IV. Toskánský                      |  |                |                                       |  |  |  |  |  |  |  |             |
|                 |                                              |  |                |                                       |  |  |  |  |  |  |  |             |
|                 |                                              |  |                | Ferdinand I. Neapolsko-Sicilský       |  |  |  |  |  |  |  |             |
|                 |                                              |  |                |                                       |  |  |  |  |  |  |  |             |
|                 | František I. Neapolsko-Sicilský              |  |                |                                       |  |  |  |  |  |  |  |             |
|                 |                                              |  |                |                                       |  |  |  |  |  |  |  |             |
|                 |                                              |  |                | Marie Karolína Habsbursko-Lotrinská   |  |  |  |  |  |  |  |             |
|                 |                                              |  |                |                                       |  |  |  |  |  |  |  |             |
|                 | Marie Antonie Sicilská                       |  |                |                                       |  |  |  |  |  |  |  |             |
|                 |                                              |  |                |                                       |  |  |  |  |  |  |  |             |
|                 |                                              |  |                | Karel IV. Španělský                   |  |  |  |  |  |  |  |             |
|                 |                                              |  |                |                                       |  |  |  |  |  |  |  |             |
|                 | Marie Isabela Španělská                      |  |                |                                       |  |  |  |  |  |  |  |             |
|                 |                                              |  |                |                                       |  |  |  |  |  |  |  |             |
|                 |                                              |  |                | Marie Luisa Parmská                   |  |  |  |  |  |  |  |             |
|                 |                                              |  |                |                                       |  |  |  |  |  |  |  |             |
| Luisa Toskánská |                                              |  |                |                                       |  |  |  |  |  |  |  |             |
|                 |                                              |  |                |                                       |  |  |  |  |  |  |  |             |
|                 |                                              |  | Ludvík Parmský |                                       |  |  |  |  |  |  |  |             |
|                 |                                              |  |                |                                       |  |  |  |  |  |  |  |             |
|                 | Karel II. Parmský                            |  |                |                                       |  |  |  |  |  |  |  |             |
|                 |                                              |  |                |                                       |  |  |  |  |  |  |  |             |
|                 |                                              |  |                | Marie Luisa Španělská                 |  |  |  |  |  |  |  |             |
|                 |                                              |  |                |                                       |  |  |  |  |  |  |  |             |
|                 | Karel III. Parmský                           |  |                |                                       |  |  |  |  |  |  |  |             |
|                 |                                              |  |                |                                       |  |  |  |  |  |  |  |             |
|                 |                                              |  |                | Viktor Emanuel I.                     |  |  |  |  |  |  |  |             |
|                 |                                              |  |                |                                       |  |  |  |  |  |  |  |             |
|                 | Marie Tereza Savojská                        |  |                |                                       |  |  |  |  |  |  |  |             |
|                 |                                              |  |                |                                       |  |  |  |  |  |  |  |             |
|                 |                                              |  |                | Marie Tereza Rakouská-Este            |  |  |  |  |  |  |  |             |
|                 |                                              |  |                |                                       |  |  |  |  |  |  |  |             |
|                 | Alice Bourbonsko-Parmská                     |  |                |                                       |  |  |  |  |  |  |  |             |
|                 |                                              |  |                |                                       |  |  |  |  |  |  |  |             |
|                 |                                              |  |                | Karel X. Francouzský                  |  |  |  |  |  |  |  |             |
|                 |                                              |  |                |                                       |  |  |  |  |  |  |  |             |
|                 | Karel Ferdinand Bourbonský                   |  |                |                                       |  |  |  |  |  |  |  |             |
|                 |                                              |  |                |                                       |  |  |  |  |  |  |  |             |
|                 |                                              |  |                | Marie Terezie Savojská                |  |  |  |  |  |  |  |             |
|                 |                                              |  |                |                                       |  |  |  |  |  |  |  |             |
|                 | Luisa Marie Terezie z Artois                 |  |                |                                       |  |  |  |  |  |  |  |             |
|                 |                                              |  |                |                                       |  |  |  |  |  |  |  |             |
|                 |                                              |  |                | František I. Neapolsko-Sicilský       |  |  |  |  |  |  |  |             |
|                 |                                              |  |                |                                       |  |  |  |  |  |  |  |             |
|                 | Marie Karolína Neapolsko-Sicilská            |  |                |                                       |  |  |  |  |  |  |  |             |
|                 |                                              |  |                |                                       |  |  |  |  |  |  |  |             |
|                 |                                              |  |                | Marie Klementina Habsbursko-Lotrinská |  |  |  |  |  |  |  |             |
|                 |                                              |  |                |                                       |  |  |  |  |  |  |  |             |